# NGC 4842B
NGC 4842B (другие обозначения — NGC 4842-2, MCG 5-31-31, ZWG 160.46, DRCG 27-23, PGC 44338) — эллиптическая галактика (E3) в созвездии Волосы Вероники.
Этот объект не входит в число перечисленных в оригинальной редакции «Нового общего каталога» и был добавлен позднее.